# Fontana delle cinque cannelle (Fossacesia)
La fontana delle Cinque cannelle è sita a piazza del Popolo a Fossacesia in provincia di Chieti.
Un'iscrizione sulla fonte indica che fu costruita nell'anno 1888 e restaurata nel 1997.

## Struttura
Per accedervi bisogna salire sul basamento con cinque gradini. Ha la base rettangolare ed è composta di due volumi sovrapposti: l'acqua che fuoriesce dalle cinque cannelle viene raccolta in una vasca a forma di parallelepipedo. Il basamento delle cinque cannelle è incorniciato da due paraste invece le cannelle sono incorniciate da paraste poste su delle lesene poggianti su delle arcate. Sopra vi è un architrave. Le facciate laterali presentano lo stesso motivo della facciata principale, ma con un unico arco. Il retro è semplicemente intonacato.

## Storia

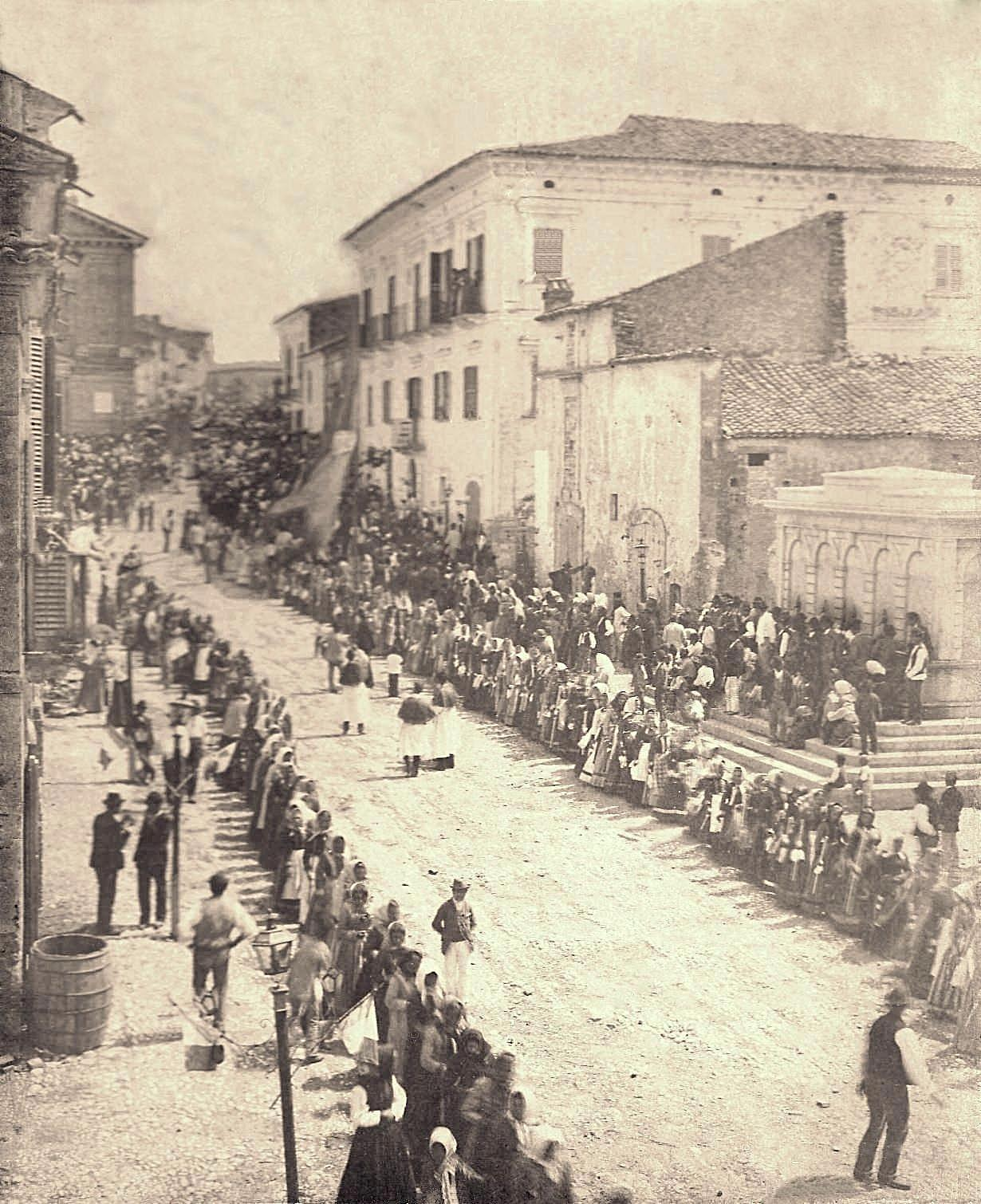
1890 - Fossacesia

La realizzazione di quest'opera completata ed inaugurata nel 1888, fu resa necessaria dalla mancanza di acqua potabile nel centro abitato di Fossacesia. I pozzi e le cisterne esistenti non erano più sufficienti a soddisfare le necessità della crescente popolazione. Vi era anche una fontana medioevale, situata nel vallone sottostante la chiesa di San Donato, ma la si raggiungeva percorrendo uno stretto e scosceso sentiero. Quindi l'Amministrazione Comunale di allora, guidata dal Sindaco Giacomo Mayer, progettò la costruzione di questa monumentale fontana nel centro del paese.
Da allora viene alimentata dalla Fonte di Santa Lucia, ubicata nel vallone sottostante la Contrada Masserie, le cui acque fino ad allora azionavano le macine del Mulinello, posto in Contrada Radicandoli.
La Fontana delle cinque cannelle venne costruita da Domenico del Vescovo, uno scalpellino di Apricena.
Il costo dell'opera fu di Lire 55.000. Il giorno della sua inaugurazione ci fu una grandissima festa con una processione.